# Кубок Узбекистану з футболу 2020
Кубок Узбекистану з футболу 2020 — 28-й розіграш головного кубкового футбольного турніру у Узбекистані. Титул володаря кубка вдруге поспіль здобув Пахтакор.

## Календар
| Раунд        | Дата            | Матчі | Клуби   |
| ------------ | --------------- | ----- | ------- |
| Перший раунд | 23 червня 2020  | 4     | 22 → 18 |
| Другий раунд | 28 червня 2020  | 2     | 18 → 16 |
| 1/8 фіналу   | 7-8 грудня 2020 | 8     | 16 → 8  |
| 1/4 фіналу   | 12 грудня 2020  | 4     | 8 → 4   |
| 1/2 фіналу   | 16 грудня 2020  | 2     | 4 → 2   |
| Фінал        | 20 грудня 2020  | 1     | 2 → 1   |

## Перший раунд
| Команда 1              | Рахунок      | Команда 2              |
| ---------------------- | ------------ | ---------------------- |
| 23 червня 2020         |              |                        |
| Нефтчі (Фергана) (2)   | 3:2          | Хорезм (2)             |
| Актепа (2)             | 2:0          | Заамін (2)             |
| Істіклол (Фергана) (2) | 0:3          | Динамо (Самарканд) (2) |
| Турон (2)              | 1:1 пен. 3:5 | Шуртан (2)             |

## Другий раунд
| Команда 1              | Рахунок | Команда 2            |
| ---------------------- | ------- | -------------------- |
| 28 червня 2020         |         |                      |
| Шуртан (2)             | 2:1     | Нефтчі (Фергана) (2) |
| Динамо (Самарканд) (2) | 3:4     | Актепа (2)           |

## 1/8 фіналу
| Команда 1           | Рахунок | Команда 2  |
| ------------------- | ------- | ---------- |
| 7 грудня 2020       |         |            |
| Андижан             | 0:1     | Насаф      |
| Актепа (2)          | 0:2     | Навбахор   |
| Бухара              | 0:2     | Металург   |
| Кизилкум            | 3:1     | Буньодкор  |
| 8 грудня 2020       |         |            |
| Коканд 1912         | 4:0     | Сурхан     |
| Машал               | 3:1     | Шуртан (2) |
| Локомотив (Ташкент) | 0:3     | АГМК       |
| Пахтакор            | 8:1     | Согдіана   |

## 1/4 фіналу
| Команда 1      | Рахунок | Команда 2   |
| -------------- | ------- | ----------- |
| 12 грудня 2020 |         |             |
| Навбахор       | 1:2 дч  | Насаф       |
| АГМК           | 4:3 дч  | Металург    |
| Машал          | 0:1     | Коканд 1912 |
| Пахтакор       | 1:0     | Кизилкум    |

## 1/2 фіналу
| Команда 1      | Рахунок | Команда 2 |
| -------------- | ------- | --------- |
| 16 грудня 2020 |         |           |
| АГМК           | 1:0     | Насаф     |
| Коканд 1912    | 0:3     | Пахтакор  |

## Фінал
| Команда 1      | Рахунок | Команда 2 |
| -------------- | ------- | --------- |
| 20 грудня 2020 |         |           |
| АГМК           | 0:3     | Пахтакор  |